# Johann van Beethoven
Johann van Beethoven (Bonn, 14 novembre 1740 – Bonn, 18 dicembre 1792) è stato un tenore tedesco.
Modesto musicista, è ricordato per essere il padre del celebre compositore Ludwig van Beethoven (1770-1827).

## Biografia
Ludwig (Lodewijk) van Beethoven era il figlio di Johann van Beethoven  (Bonn, 1670 – Bonn, 1740) e Maria Josepha Ball (sposata nel 1733) e generò Johann nel 1740 che fu il padre del famoso compositore e che prestò servizio come musicista in diverse comunità nelle Fiandre prima di trasferirsi a Bonn nel 1733. Aveva lavorato come musicista alla corte del principe elettore di Colonia Clemente Augusto di Baviera, giungendo alla nomina di Maestro di cappella (Kapellmeister) nel 1761. Johann aveva mostrato un certo talento musicale, e si impegnò in un primo tempo come cantante, nel 1764. Oltre a cantare, (la sua estensione vocale, anche se solitamente classificata come quella di un tenore, può essere estesa a contralto ed anche a registri più elevati) ha suonato il violino e la cetra, e ha insegnato per gli strumenti a tastiera dell'epoca, tra cui il  clavicembalo e il clavicordo.
Conobbe la sua futura moglie, Maria Magdalena Keverich (1746-1787), in un viaggio a Ehrenbreitstein, in Coblenza. Era la figlia del capo chef dell'arcivescovo di Treviri, la cui corte era lì. Già vedova all'età di diciannove anni, lei e Johann si sposarono il 12 novembre 1767 nella chiesa cattolica di San Remigio a Bonn. Il loro primo figlio, Ludwig Maria, nato ai primi di aprile del 1769, morì alcuni giorni dopo. Presumibilmente il 16 dicembre 1770, nacque il loro secondo figlio, battezzato il giorno seguente con il nome di Ludwig, lo stesso del nonno paterno. Nacquero e sopravvissero fino all'età adulta altri due figli, Kaspar Karl (1774-1815) e Johann (1776-1848).
Johann comprese il talento di Ludwig, del quale divenne il primo maestro. Johann fu un padre violento soprattutto per quel che riguardava l'istruzione e l'insegnamento musicale che impartiva al figlio. Sull'argomento si è molto scritto nelle innumerevoli biografie dedicate al geniale figlio e tra i tanti episodi che attestano la crudezza dei metodi educativi subiti dal giovane musicista c'è il ricordo di quando, ogni qual volta questi suonava male, il padre lo etichettava come la vergogna per la sua famiglia. Johann era un alcolizzato; la sua situazione si aggravò ulteriormente quando, nel 1787, la moglie Maria morì, dopodiché la famiglia divenne sempre più dipendente economicamente dal giovane Ludwig. Nel 1789, dopo il compimento dei suoi 18 anni, Ludwig ottenne l'affido di metà della retribuzione di Johann; grazie a questo espediente riuscirà a supportare la sua famiglia e a limitare gli sperperi di denaro del padre alcolizzato. Johann morì nel 1792; non molto tempo dopo Ludwig si trasferì a Vienna per studiare con Joseph Haydn. Il suo datore di lavoro, l'Arciduca Massimiliano d'Asburgo-Lorena scrisse ironicamente ad un amico, circa la morte di Johann: «I ricavi delle accise dei liquori [imposte fiscali], hanno subito una perdita dalla morte di Beethoven.»

## Le origini fiamminghe
Nonostante il suo cognome, Johann van Beethoven era solo per metà di ascendenza fiamminga. Suo padre Ludwig (Lodewijk) è stato l'ultimo Beethoven ad essere completamente fiammingo. La maggior parte delle famiglie van Beethoven più recenti, proveniva da regioni appartenenti a quella che ora è la Germania, per lo più dalla zona della Renania. Ludwig, il celebre figlio di Johann,  è considerato un tedesco e talvolta alcuni pronunciano incorrettamente il suo nome come von Beethoven.
I nazisti furono particolarmente interessati alle origini di Beethoven: “Dopo aver verificato che sulle origini di Beethoven non vi era alcun sospetto di razza o nazionalità non-germaniche (prova della sua ascendenza fiamminga è stato negato in una serie di articoli), i gerarchi della propaganda nazista e le macchine culturali promossero le sue opere come l'essenza della forza germanica e ariana.” 

## Discendenza
Il famoso figlio di Johann, Ludwig van Beethoven non si sposò mai e molto probabilmente non ebbe mai figli. Il secondo figlio di Johann, Kaspar Karl, sposato con Johanna Reiß, ebbe una prole, tuttavia nessuno dei suoi discendenti viventi porta ancora il nome van Beethoven (l'ultimo a portare questo nome, Karl Julius Maria van Beethoven, morì nel 1917).